# (5499) 1981 SU2
(5499) 1981 SU2 es un asteroide perteneciente al cinturón de asteroides, descubierto el 29 de septiembre de 1981 por el equipo del Observatorio de la Alta Provenza desde el Observatorio de la Alta Provenza, Saint-Michel-l'Observatoire, Francia.

## Designación y nombre
Designado provisionalmente como 1981 SU2.

## Características orbitales
1981 SU2 está situado a una distancia media del Sol de 2,269 ua, pudiendo alejarse hasta 2,573 ua y acercarse hasta 1,965 ua. Su excentricidad es 0,133 y la inclinación orbital 2,121 grados. Emplea 1248,93 días en completar una órbita alrededor del Sol.

## Características físicas
La magnitud absoluta de 1981 SU2 es 13,8. Tiene 3,805 km de diámetro y su albedo se estima en 0,255. 